# Ogar de Ibiza

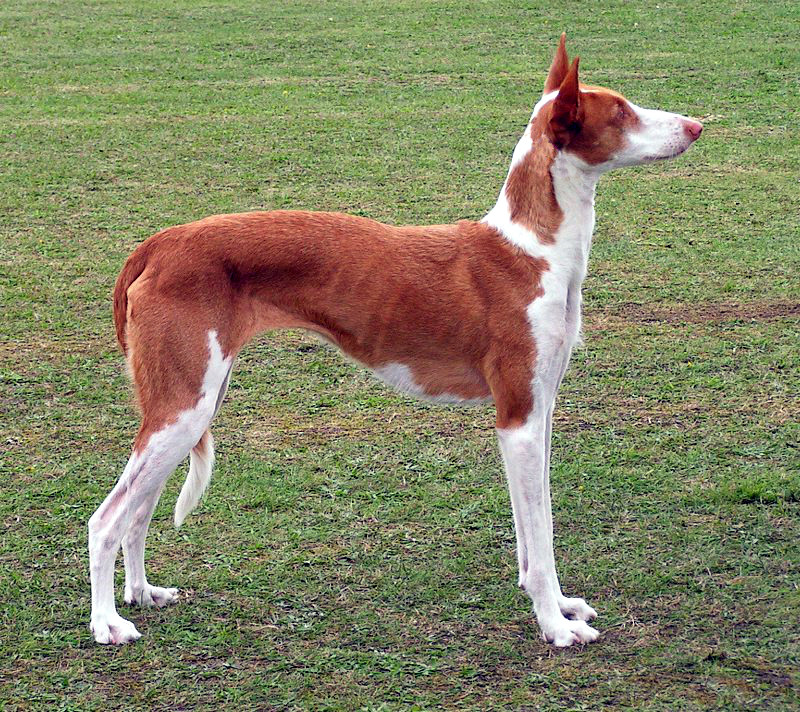
Un ogar de Ibiza

Așa cum spune și numele, Ogarul de Ibiza (denumit și Podenco Ibicenco sau Ca Eivessenc ) este membru al grupului ogarilor. La origine, au fost crescuți pentru calitățile rasei, pentru demonstrații, dar astăzi sunt folosiți la vânătoare sau ca animale de companie. Durata de viață a unui exemplar este de 15-17 ani.

## Istoric
Rasa este originară din insula Eivissa, fiind folosită tradițional în unele regiuni încă vorbitoare de catalană din Spania și Franța la vânarea iepurilor și a altor tipuri de vânat. 
Rasa este considerată de către majoritatea experților ca fiind una dintre cele mai vechi rase de câini. Se presupune că ogarul de Ibiza a evoluat din tesem, un câine de vânătoare egiptean. Reprezentările acestui câine pe pereții unor morminte străvechi arată foarte asemănător cu ogarul de Ibiza modern. Se crede că aceștia au fost aduși pe insula Eivissa de către fenicienii ce au fondat așezări acolo încă din secolul al VIII-lea î.Hr..